# جابلو
جابلو روستایی است که در استان اردبیل، شهرستان نمین، بخش ویلکیج، دهستان ویلکیج مرکزی قرار داشته و توسط نوادگان پلات پسر ینصر پاشا  پس  از جنگ چالدران بنیان گذاری شده است.

## جمعیت
بر اساس سرشماری سال ۱۳۸۵ جمعیت این روستا ۲۶۳ نفر با ۵۵ خانوار بوده‌است.